# Alexandre Desgoffe
Alexandre Desgoffe né à Paris le 6 mars 1805 et mort dans la même ville le 25 juillet 1882 est un peintre français de l'École de Barbizon.
Il est l'oncle du peintre Blaise Alexandre Desgoffe (1830-1901).

## Biographie
Alexandre Desgoffe est d'abord l'élève de Louis Étienne Watelet et de Charles Rémond en 1826 avant d'entrer, en 1828, dans l'atelier d'Ingres.
Peintre paysagiste, il est l'un des premiers à aller peindre le site de Barbizon, avant 1830.
Il débute au Salon de 1834. Il reçoit une médaille de 3e classe en 1842, de 2e classe en 1843, de 1re classe en 1845, de 2e classe en 1848, de 1re classe en 1857 et est nommé chevalier de la Légion d'honneur le 16 août de la même année. Il rapporte de nombreuses études de ses séjours et de ses voyages en Italie en 1834-1837 et 1839-1842.
Peintre décorateur, il participe à la décoration de l'hôtel de ville de Paris, de la bibliothèque Sainte-Geneviève, de la Bibliothèque nationale de France, pour les chapelles baptismales de l'église Saint-Pierre-du-Gros-Caillou et de l'église Saint-Nicolas-du-Chardonnet à Paris.
Sa fille, Aline, épouse le peintre Paul Flandrin en 1852.
Alexandre Desgoffe est inhumé à Paris au cimetière du Père-Lachaise (57e division).

## Collection publiques
- Dijon, musée des Beaux-Arts : Vision de Sainte Marguerite, huile sur toile,85 × 208 cm.
- Montauban, musée Ingres-Bourdelle :
  - Vue de la vallée d'Égérie, huile sur toile ;
  - Le Spasimo ;
  - La Villa Madame à Rome, huile sur toile[4].
- Paris, Palais de la Légion d'honneur : La maison d'éducation des Loges, huile sur toile.
- Toulon, musée d'Art de Toulon : Le Puy de Dôme de Boisséjour.

## Salons

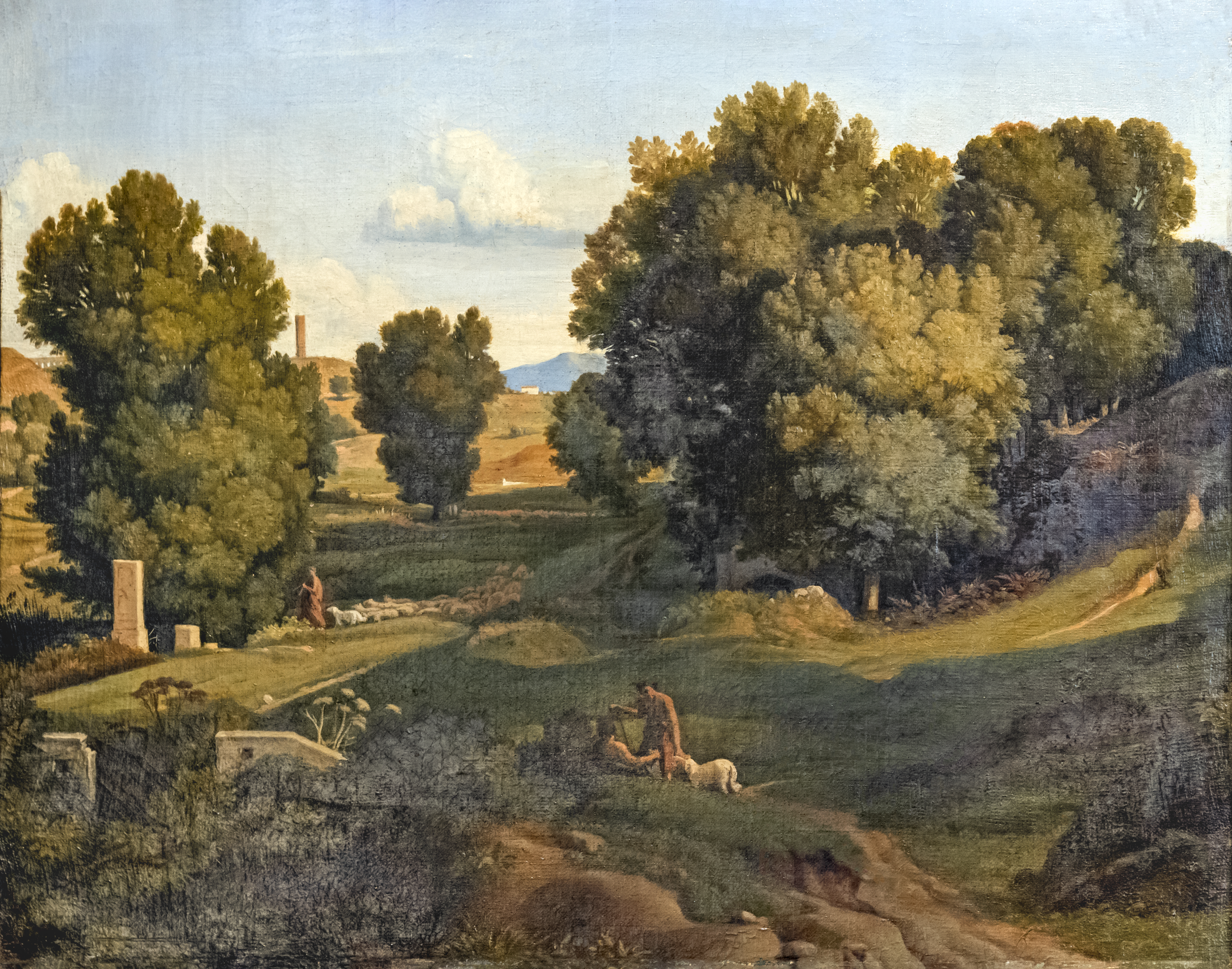
La Vallée de la nymphe Égérie (1840), Montauban, musée Ingres-Bourdelle.

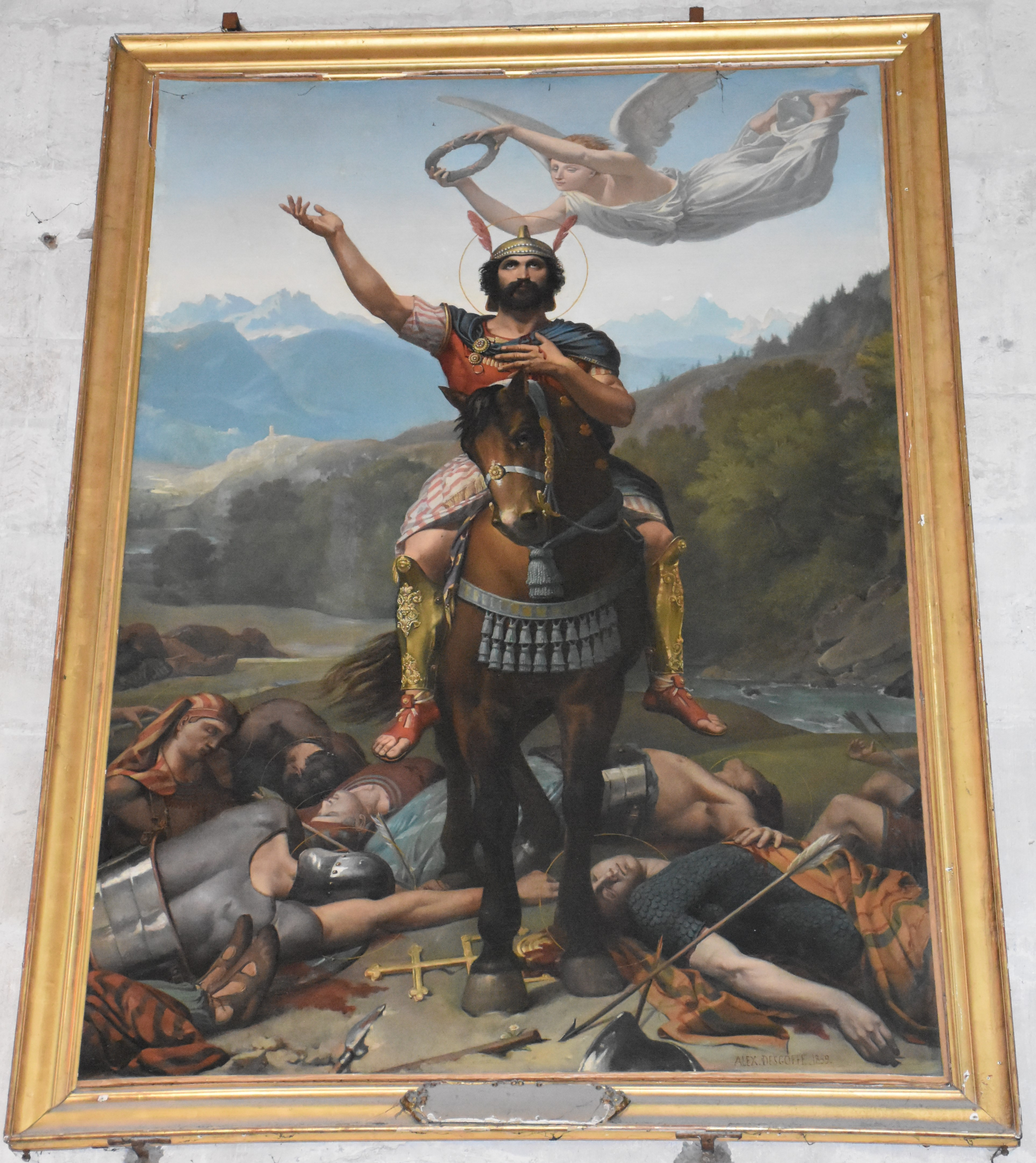
Martyr de saint Maurice et de ses compagnons (1859), cathédrale Saint-Maurice de Vienne.

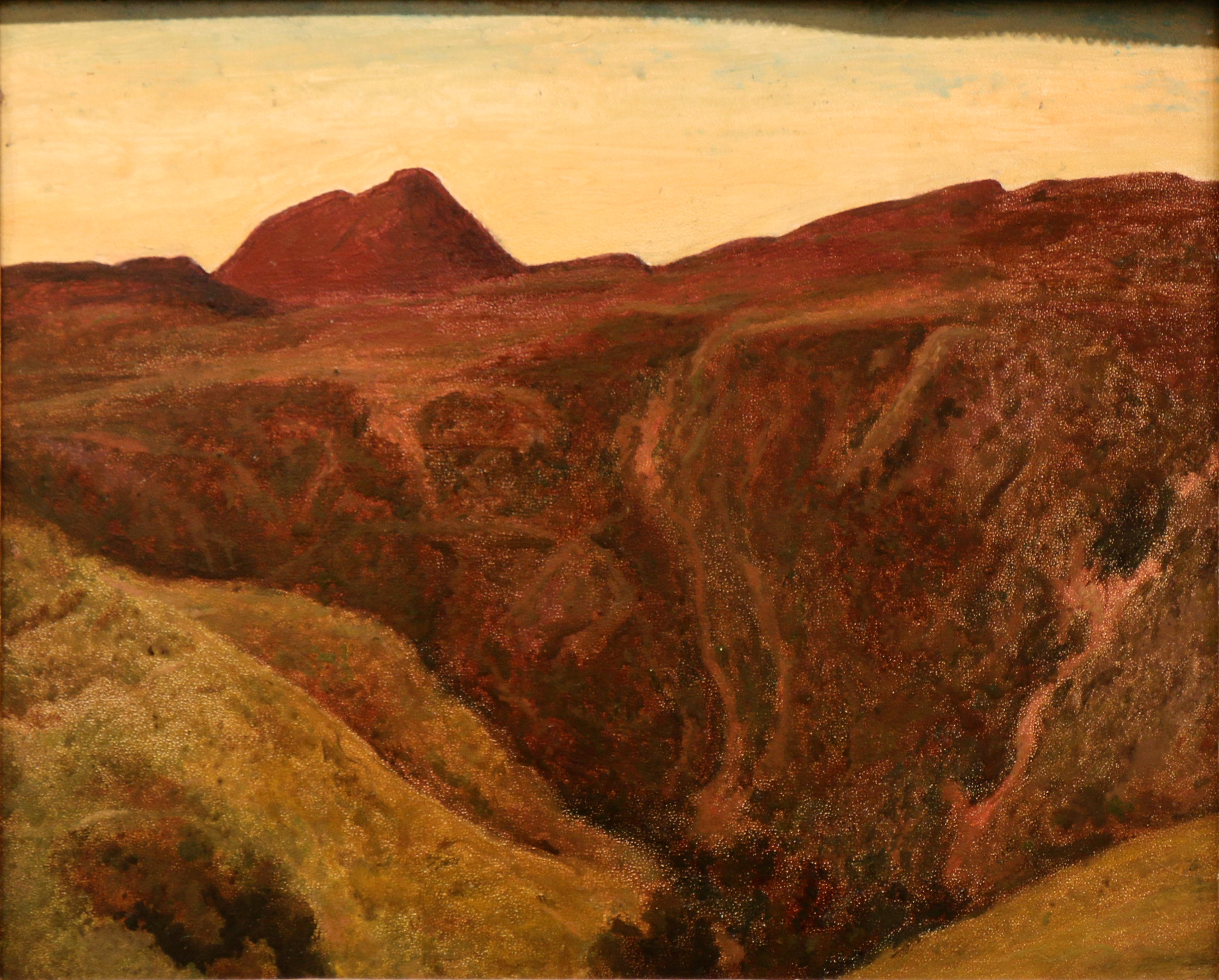
Le Puy de Dôme de Boisséjour, musée d'Art de Toulon.

- Un site près d'Arbonne, étude d'après nature, Salon de 1834.
- Argus gardant la vache Io, paysage historique, Hercule combattant le lion de Némée, paysage historique, Salon de 1838.
- Paysages de la campagne de Rome et de la campagne de Naples, Salon de 1839.
- Campagne de Rome, Salon de 1840.
- Vue de la vallée de la nymphe Égérie, près de Rome, Salon de 1842.
- Campagne de Rome, Salon de 1843.
- Le Cyclope, paysage, Salon de 1843 (musée de Lyon).
- Narcisse à la fontaine, Salon de 1844 (musée de Semur).
- Campagne de Rome, Salon de 1844.
- Sainte Marguerite, paysage', Salon de 18445 (église Saint-Pierre de Dijon).
- Paysages, campagne de Rome, Salon de 1845.
- Les Baigneuses, paysage, Salon de 1846.
- Campagne de Rome, Salon de 1846.
- Argus, paysage, Salon de 1847.
- Vue de la vallée d'Égérie, Salon de 1840, huile sur toile , Musée Ingres-Bourdelle, Montauban.
- Oreste tourmenté par les Euménides, Salon de 1848.
- Paysages, Salon de 1848.
- Saint François Xavier, Salon de 1848.
- Les Joueurs de palet, paysage, Salon de 1849, réexposé en 1855.
- Les Baigneuses, Salon de 1849.
- Vue prise aux environs d'Hyères, Salon de 1850.
- Vue prise à Provins, Salon de 1849.
- Vue de la ville haute, à Provins, Salon de 1849.
- Lac d'Albano, environs de Rome, Salon de 1851.
- Vue de Saint-Pierre-de-Rome, prise du côté de Porta Angelica, Salon de 1851.
- Jésus guérissant les aveugles de Jéricho, Salon de 1851.
- Le Soir, paysage, Salon de 1852.
- Une allée de parc, Salon de 1852.
- Oreste en Tauride, Salon de 1853.
- Une prairie, Salon de 1853.
- La Méditation, paysage, Salon de 1855.
- Le Repos, souvenir de Montmorency, Salon de 1855.
- Le Christ au jardin des Oliviers, Salon de 1857.
- Les Fureurs d'Oreste, Salon de 1857, réexposé en 1867.
- L'Écueil, paysage[5], Salon de 1857.
- Le Sommeil d'Oreste, paysage, Salon de 1857.
- Souvenir de Montmorency, Salon de 1857.
- Campagne de Rome, Salon de 1857.
- Martyre de saint Maurice et de ses compagnons, Salon de 1859, cathédrale Saint-Maurice de Vienne.
- Environs de Naples, Salon de 1859.
- Souvenir de Montmorency, Salon de 1859.
- Les Bois de Fleury, Salon de 1859.
- Joseph vendu par ses frères, paysage, Salon de 1861.
- Danse de faunes, paysage, Salon de 1861.
- Sources du Durtin, Salon de 1861.
- Un chemin à Montmorency, Salon de 1861.
- Environs de Saint-Valéry ; Somme, Salon de 1861.
- Paysage dans la Haute-Loire, Salon de 1861.
- Résurrection de N.-S. Jésus-Christ Salon de 1863.
- Souvenir de Naples, paysage, Salon de 1863.
- Le Golfe de Naples, Exposition universelle de 1867.
- Un site près d'Antibes, Salon de 1868.